# Hydrotaea fimbripeda
Hydrotaea fimbripeda är en tvåvingeart som beskrevs av Xue, Wang och Wang 2007. Hydrotaea fimbripeda ingår i släktet Hydrotaea och familjen husflugor. Inga underarter finns listade i Catalogue of Life.